# Bienio Progresista
Bienio Progresista es el nombre con el que se conoce el breve período de la historia de España transcurrido entre julio de 1854 y julio de 1856, durante el cual el Partido Progresista pretendió reformar el sistema político del reinado de Isabel II, dominado por el Partido Moderado desde 1843, al profundizar en las características propias del régimen liberal, tras el fracaso de los Gobiernos moderados en la década anterior. El bienio se abrió con la revolución de 1854, encabezada por el general moderado «puritano» Leopoldo O'Donnell, y se cerró con el abandono del Gobierno del general progresista Baldomero Espartero.

## Antecedentes: la Revolución de 1854 y el fin de la década moderada
A partir de la dimisión de Juan Bravo Murillo a finales de 1852, los tres Ejecutivos que le sucedieron gobernaron por decreto, lo que vulneraba la Constitución de 1845. Las principales figuras moderadas, descontentas con esos gabinetes, habían sido apartadas por la madre de la reina, María Cristina de Borbón, quien ejercía de hecho el control sobre las filas moderadas. Así, Francisco Martínez de la Rosa, Alejandro Mon y Menéndez, y Leopoldo O'Donnell, hombres de gran peso y deseosos de formar un Gobierno que restaurase la confianza en la Corona sin quedar en manos del Partido Progresista, quedaban excluidos de cualquier iniciativa política. 
En febrero de 1854 se produjeron las primeras protestas callejeras en Zaragoza, que se extendieron hasta julio por toda España. El 28 de junio de 1854, el general Leopoldo O'Donnell, que se había ocultado en Madrid durante las persecuciones contra liberales y diferentes sectores moderados en toda España, se unió a diversas fuerzas y se enfrentó con las tropas leales al Gobierno en Vicálvaro. Este pronunciamiento militar, que exigía un gobierno nuevo y que se acabase con la corrupción, recibió por ello el nombre de «La Vicalvarada». Para realizarlo, el general O'Donnell contó con el apoyo de Francia y Gran Bretaña, a través de sus respectivas embajadas.
El origen del pronunciamiento de O'Donnell hay que buscarlo en el rechazo a la violación de los usos parlamentarios por parte de la Corona. Esto provocó el acercamiento entre los moderados del general Ramón María Narváez y los moderados «puritanos» con los progresistas, que llegaron a formar un comité electoral para presentar candidaturas conjuntas en las elecciones, cuyo objetivo era la conservación del régimen representativo que veían en peligro. Asimismo los puritanos Antonio de los Ríos Rosas y Joaquín Francisco Pacheco entraron en contacto con varios militares adeptos —como O'Donnell— y progresistas —caso de los generales Domingo Dulce y Antonio Ros de Olano— para organizar un pronunciamiento y obligar así a la reina Isabel II a sustituir el Gobierno del conde de San Luis por otro de «unión liberal».

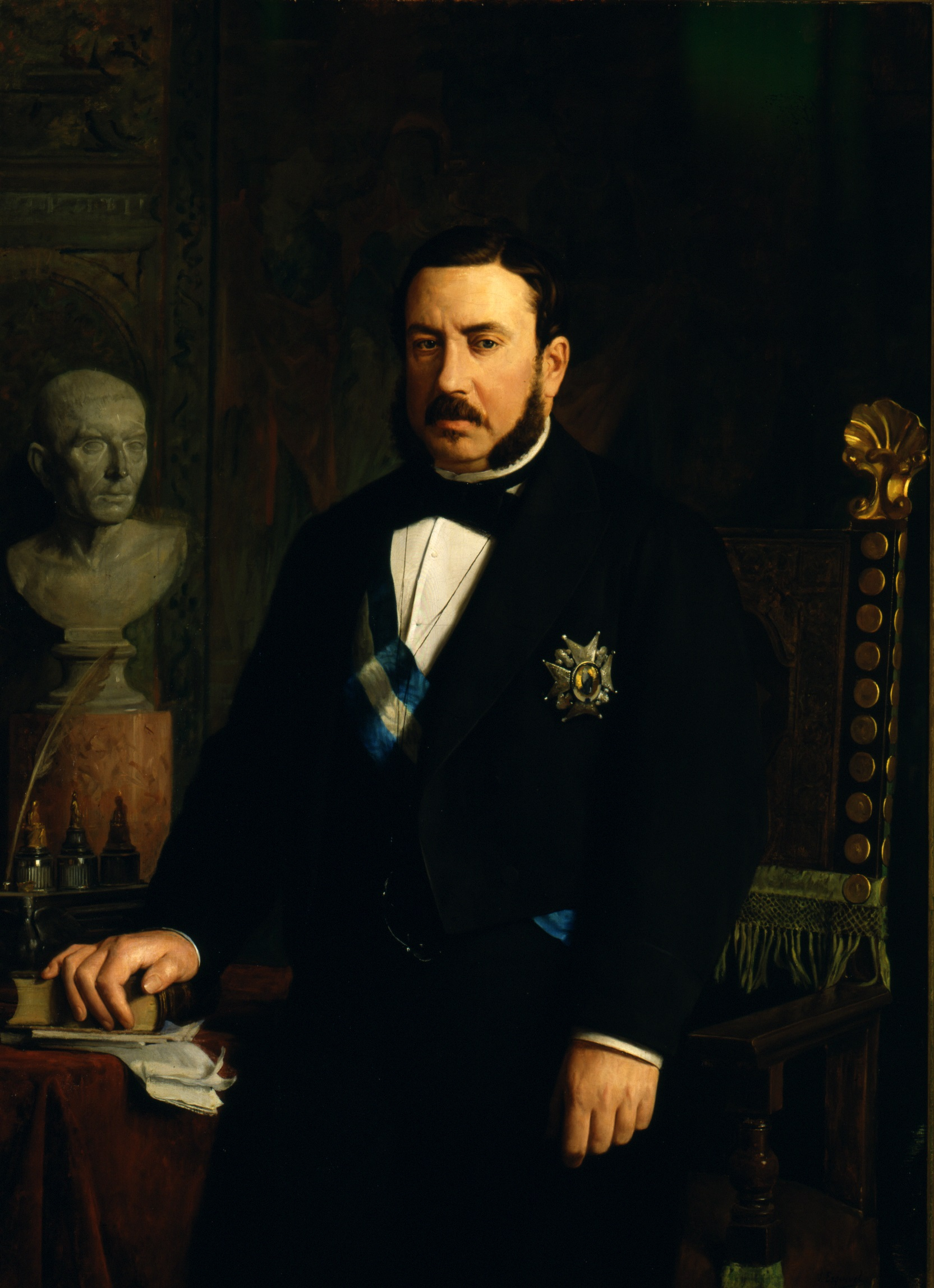
Luis José Sartorius, conde de San Luis.

El pronunciamiento lo inició el general O'Donnell el 28 de junio de 1854, pero el enfrentamiento con las tropas fieles al Gobierno en la localidad de Vicálvaro resultó indeciso, por lo que las fuerzas de O'Donnell se retiraron hacia el sur, vagando por La Mancha y encaminándose a Portugal, mientras aguardaban a que otras unidades militares se sumaran al movimiento. Como esto no se producía, los conjurados concretaron «su programa liberal con el ánimo de agrupar a la oposición al Gobierno [del conde de San Luis] y conseguir más elementos de presión sobre la reina». Así fue como surgió el Manifiesto de Manzanares, escrito por Antonio Cánovas del Castillo aconsejado por el general Serrano, hecho público el 7 de julio, en el que se prometía la «regeneración liberal» mediante la aprobación de nuevas leyes de imprenta y electoral, la convocatoria de Cortes, la descentralización administrativa y el restablecimiento de la milicia nacional; todas ellas propuestas clásicas del Partido Progresista.
En la retirada hacia el sur, el general O'Donnell y sus tropas conectaron con el general Serrano, y juntos lanzaron el 7 de julio de 1854 el Manifiesto de Manzanares al país para movilizar a la población civil:

Nosotros queremos la conservación del Trono, pero sin la camarilla que lo deshonra, queremos la práctica rigurosa de las leyes fundamentales mejorándolas, sobre todo, la electoral y la de imprenta (...), queremos que se respeten en los empleos militares y civiles la antigüedad y el merecimiento (...), queremos arrancar a los pueblos de la centralización que les devora, dándoles la independencia local necesaria para que se conserven y aumenten sus intereses propios, y como garantía de todo esto queremos y plantearemos bajo sólidas bases la Milicia Nacional. Tales son nuestros intentos, que expresamos francamente sin imponerlos por eso a la Nación. Las Juntas de gobierno que deben irse constituyendo en las Provincias libres, las Cortes generales que luego se reúnan, la misma Nación, en fin, fijará las bases definitivas de la regeneración liberal a que aspiramos. Nosotros tenemos consagradas a la voluntad nacional nuestras espadas y no las envainaremos hasta que ella esté cumplida.

Fue entonces cuando empezó la segunda fase de la que se llamaría «revolución de 1854». El protagonismo correspondió a los progresistas y a los demócratas que iniciaron la insurrección el 14 de julio en Barcelona y el 17 de julio en Madrid, luego secundada en otros lugares donde también se formaron juntas, como en Alcira, Cuenca, Logroño, Valencia o Zaragoza. En Madrid estuvo en peligro la vida misma de María Cristina, madre de la reina, que debió buscar refugio.

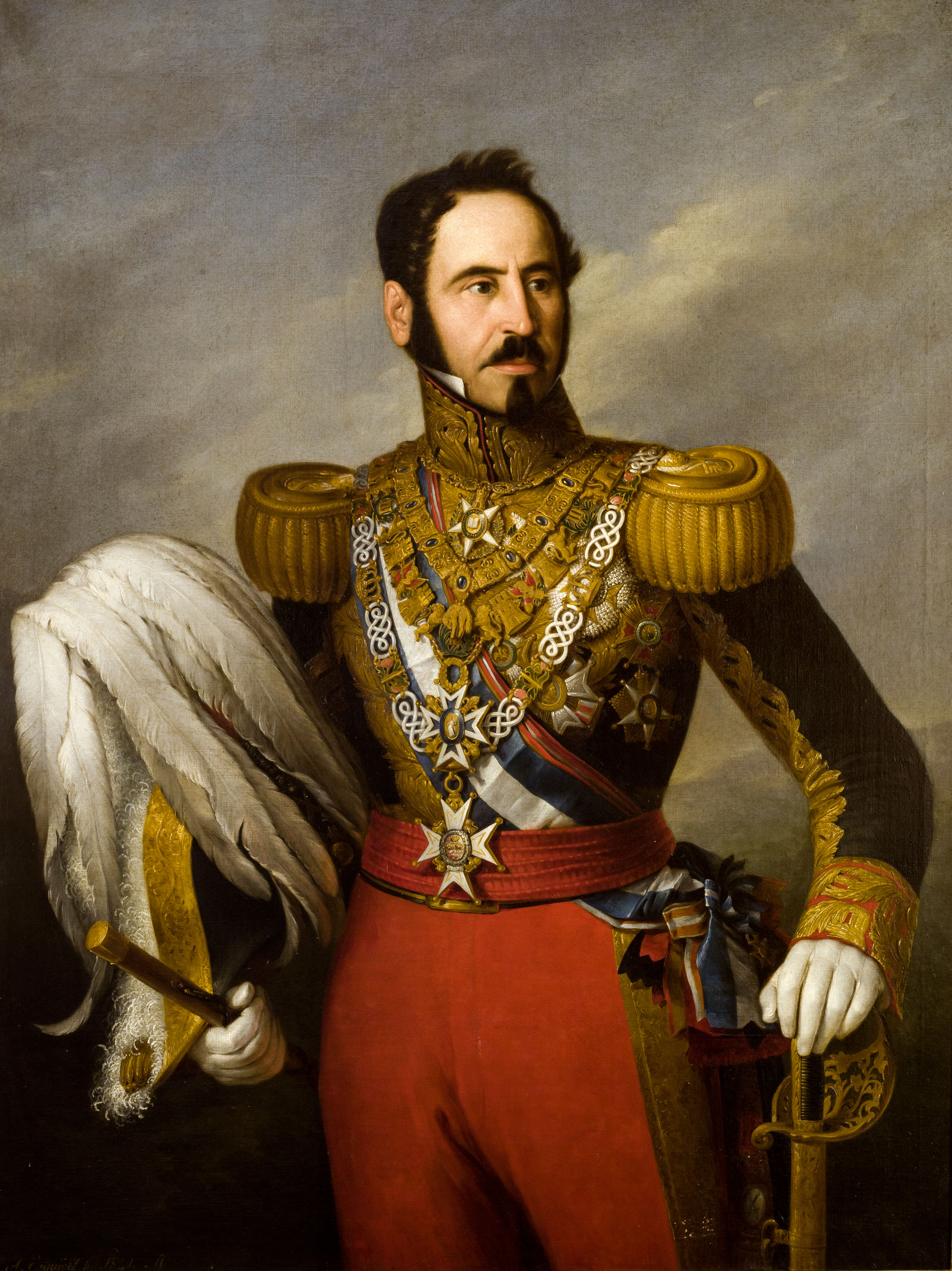
General Baldomero Espartero.

Ante el empeoramiento de la situación, Isabel II destituyó el día 17 de julio al conde de San Luis, sustituyéndolo por el general Fernando Fernández de Córdova. Este formó un Gobierno en el que había moderados puritanos y progresistas, pero a los dos días cedió la presidencia al duque de Rivas, quien solo duró dos días más. La revuelta popular, con un Madrid lleno de barricadas el 18 de julio, hizo imposible que los militares pronunciados O'Donnell y Serrano pudieran aceptar el arreglo de compromiso que ofrecía el Gobierno. El duque de Rivas intentó reprimir la sublevación popular —lo que le valió el nombre de «ministerio metralla»—, mientras esperaba la vuelta de las tropas que habían salido de la capital.
Finalmente, la reina, tal vez aconsejada por su madre, se decidió a llamar al general Baldomero Espartero, retirado en Logroño, para que formara Gobierno, a la vez que pedía a O'Donnell que regresara a la Corte. Para aceptar el cargo, Espartero exigió la convocatoria de Cortes Constituyentes, que la reina madre María Cristina respondiese de las acusaciones de corrupción y que Isabel publicase un manifiesto reconociendo los errores cometidos. La reina aceptó todas las condiciones y el 26 de julio publicó el manifiesto dirigido al país, en el que decía:

El nombramiento del esforzado duque de la Victoria [Espartero] para presidente del consejo de ministros y mi completa adhesión a sus ideas, dirigidas a la felicidad común, serán la prenda más segura del cumplimiento de vuestras aspiraciones.

El 28 de julio, Espartero hacía su entrada triunfal en Madrid, aclamado por la multitud, abrazándose con su antiguo enemigo, el general O'Donnell. Así dio comienzo el Bienio Progresista.

## Desarrollo

### El nuevo Gobierno y las primeras medidas
Solo dos días después de su entrada triunfal en Madrid, el general Espartero formó Gobierno, en el que el general O'Donnell exigió para sí el Ministerio de la Guerra. El moderado puritano Joaquín Francisco Pacheco se hizo cargo de la cartera de Estado, y el resto de ministerios los ocuparon figuras menores de los moderados puritanos y de los progresistas «templados».
La primera medida que tomó el nuevo Gobierno supuso el primer desengaño para los que habían participado en la insurrección popular, pues las juntas revolucionarias provinciales fueron convertidas en organismos consultivos y las medidas que hubieran aprobado quedaron suspendidas, sobre todo la abolición de los odiados consumos, que fueron repuestos ante la imposibilidad de reemplazarlos con otros impuestos. La segunda decepción se produjo el 14 de agosto, cuando las manifestaciones de obreros de las obras públicas que pedían aumento de salario «y que no se permitiesen las obras a destajo» fue reprimida por la restaurada milicia nacional, cuya misión era ahora —según el Gobierno— defender el «nuevo orden». La tercera decepción llegó el 25 de agosto, cuando el Gobierno no cumplió su compromiso de juzgar a la reina madre María Cristina de Borbón y la dejó marchar «expulsada» junto a su marido Agustín Fernando Muñoz y Sánchez hacia Portugal. Cuando los demócratas intentaron sublevarse en señal de protesta, la milicia nacional intervino de nuevo, los desarmó y los envió a prisión.

### Las Cortes Constituyentes y el debate de la nueva Constitución
El Gobierno cumplió su promesa de convocar elecciones a Cortes Constituyentes, y se realizaron según la ley electoral de 1837, que aumentaba el número de 100 000 votantes —los que tenían derecho al sufragio durante la Década Moderada— a cerca de 500 000. Además, los distritos uninominales de la ley de 1846 fueron sustituidos por los distritos provinciales. Las elecciones tuvieron lugar en octubre, con victoria para los candidatos gubernamentales —obtuvieron unos 240 escaños— integrados en una llamada «unión liberal», que estaba formada por los moderados puritanos, entre los que ya destacaba un joven Antonio Cánovas del Castillo, y por los progresistas templados, encabezados por Manuel Cortina. Los grupos de oposición los formaban, por la derecha, los moderados, que obtuvieron una veintena de diputados; y, por la izquierda, los demócratas, con un número similar de escaños. En el centro izquierda se situaban los setenta diputados progresistas puros, que no se habían integrado en la unión liberal y que estaban encabezados por Salustiano de Olózaga, Pedro Calvo Asensio y un joven Práxedes Mateo Sagasta.
Las Cortes Constituyentes abrieron sus sesiones el 8 de noviembre de 1854, y en seguida comenzó el debate de la nueva Constitución que debía reemplazar a la 1845. La aprobación de una tímida tolerancia religiosa —la base segunda del proyecto, después de establecer que la nación se obligaba a sostener «el culto y los ministros de la religión católica que profesan los españoles», decía que nadie sería perseguido «por sus opiniones y creencias religiosas, mientras no las manifieste por actos públicos contrarios contra la religión»— provocó las protestas de los obispos españoles y la ruptura de relaciones con el Vaticano, que se agravaron todavía más cuando se aprobó la ley de desamortización general civil y eclesiástica, más conocida como la «desamortización de Madoz», por el nombre del ministro que la promovió. Las presiones de la jerarquía católica llegaron hasta la reina, a quien se le dijo que, si sancionaba la «ley general desamortizadora», iría al infierno. Finalmente, Isabel II se resignó a hacerlo ante el temor de perder la Corona, y la ley fue promulgada el 1 de mayo de 1855. Fue entonces cuando aparecieron algunas partidas carlistas, alentadas por las protestas clericales. Sin embargo, la propuesta de los demócratas de que se aprobase una auténtica «libertad de cultos» fue rechazada por el resto de grupos de la Cámara. Tampoco fueron aceptadas sus propuestas de establecer la educación primaria gratuita o el sufragio universal (masculino).

### La huelga general en Cataluña de 1855
Uno de los problemas a los que tuvo que enfrentarse el Gobierno de Espartero fue la creciente conflictividad obrera en Cataluña y, más concretamente, en Barcelona, como puso de manifiesto el conflicto de las selfactinas. Allí, a diferencia del resto de España, la Revolución de 1854 había tenido una importante participación obrera, y la noticia de la subida al poder del general Espartero fue recibida con gran regocijo entre las clases populares. Gracias a las nuevas libertades adquiridas y a la relativa tolerancia del Gobierno, proliferaron las asociaciones obreras, de las que treinta llegaron a constituir una Junta Central. Pero el nuevo capitán general de Cataluña, Juan Zapatero y Navas, conocido como «General Cuatro Tiros», acabó con la tolerancia e inició una política de represión del movimiento obrero que incluyó la condena a muerte y ejecución del dirigente obrero José Barceló, acusado de un supuesto delito de robo con asesinato. El 21 de junio de 1855 prohibió las asociaciones obreras y anuló los convenios colectivos entre patronos y trabajadores, que habían venido regulando la vida laboral desde que los obreros del sector textil comenzaron su lucha contra el uso de las máquinas de hilar selfactinas. Asimismo, encarceló y deportó a muchos dirigentes obreros y republicanos para «acabar con las huelgas y con el problema obrero».
La respuesta obrera a las medidas represivas del capitán general Zapatero fue la declaración de una huelga general que se inició el 2 de julio de 1855, la primera de la historia de España. La huelga general de 1855 se extendió por todas las zonas industriales de Cataluña, donde aparecieron banderas rojas con el lema «Viva Espartero. Asociación o muerte. Pan y trabajo». Los huelguistas solo volvieron al trabajo cuando el general Espartero envió a Barcelona a un representante personal suyo en el que les pedía que confiasen en él, que era «un hijo del pueblo que nunca ha engañado al pueblo». Entonces las asociaciones obreras elaboraron y enviaron a Madrid un escrito titulado «Exposición de la clase jornalera a las Cortes», en el que pedían una ley de asociaciones obreras que regulase las relaciones laborales. Para apoyar el escrito, recogieron 33 000 firmas a través del periódico obrerista que fundaron en Madrid: El Eco de la Clase Obrera.

### La crisis de subsistencias
Otro de los problemas a los que tuvo que enfrentarse el Gobierno fue la crisis de subsistencias, uno de los motivos de la movilización popular durante la Revolución de 1854 y que agravó de manera indirecta al permitir que continuasen las exportaciones de trigo a Europa, donde la demanda crecía por causa de la guerra de Crimea, que había paralizado las exportaciones de grano de Rusia. A esto se sumó una epidemia de cólera que se extendió por todo el país en el verano de 1854, y que rebrotaría durante los dos años siguientes. Esta situación provocó revueltas como la acaecida en Burgos en el otoño de 1854, cuando se impidió la salida de los carros que transportaban trigo para ser embarcado en el puerto de Santander. La respuesta del Gobierno fue rebajar los impuestos de los consumos durante un tiempo y recurrir a la milicia para reprimirlos. A principios de 1856, cuando restableció los consumos a causa de los graves problemas que atravesaba la Hacienda pública, los motines de subsistencias proliferaron.
La región más afectada por las revueltas de subsistencias de los primeros meses de 1856 fue Castilla, donde los sublevados protestaban por la carestía del pan. En algunos lugares quemaron fábricas de harinas, y en otros, como Valladolid, Palencia o Medina de Rioseco, almacenes de grano. En el informe que el ministro de la Gobernación, Patricio de la Escosura, presentó ante las Cortes el 24 de junio de 1856, negaba que los motines fueran provocados por la miseria, sino que había que atribuirlos a instigadores desconocidos. El Ayuntamiento de Valladolid, por su parte, señalaba como causa la influencia de los obreros industriales de Barcelona, Valencia y Aragón, «imbuidos en ideas y costumbres nuevas y perniciosas que habían infiltrado en los obreros de Castilla, más ignorantes y desmoralizados».

### La obra económica del bienio
En medio de esta la inestabilidad política y social, el Gobierno llevó a cabo una importante reforma económica. Por una parte, la desamortización de Madoz permitió poner en venta después de ser expropiados los bienes de los municipios, órdenes militares, hospitales, hospicios y casas de misericordia, con objeto de obtener fondos para el Estado. Las consecuencias negativas no solo las sufrieron los agentes de estas instituciones, sino también los aldeanos de bajas rentas, ya que utilizaban las tierras comunales de los municipios para subsistir y, al quedar esas tierras en propiedad privada, no las podrían utilizar. Por otra parte, llevó a cabo la ley de ferrocarriles, por la que se daban grandes beneficios y privilegios a quienes invirtieran en la construcción del ferrocarril, medio de transporte imprescindible a la industrialización que se estaba desarrollando en España. Con esa ley, los inversores extranjeros, especialmente franceses y británicos, emplearon capitales en la construcción de vías férreas que relanzaron, además, actividad de los bancos. Finalmente, reguló las leyes liberalizadoras de las Sociedades Anónimas y de los bancos que permitieran la expansión del sistema financiero para el desarrollo industrial.

## El fin del bienio: la contrarrevolución de 1856
La conflictividad social que se vivió en los primeros meses de 1856 —motines de subsistencias en Castilla, huelgas en Cataluña, motines de quintas en Valencia— fue aprovechada por el general O'Donnell, alentado por el general Serrano, para hacer un discurso catastrofista en las Cortes destinado a acabar con el Gobierno progresista de Espartero,  en el poder desde el inicio del bienio progresista (1854-1856) y en el que el propio O'Donnell era ministro de la Guerra. Aseguró que los movimientos reivindicativos estaban inspirados por «el principio del socialismo», motivados por unas ideas que «desconocidas hasta ahora en España, se filtran hoy en nuestras masas» y que se resumían en el lema «¡Guerra al que tiene!». Así, afirmó que el Gobierno debía acabar con unos «crímenes» que eran «los mayores que se pueden cometer, porque aquí no se levantan banderas políticas; se trata sólo del ataque contra la familia, contra la propiedad, contra lo más sagrado que en la sociedad existe».
Como en los desórdenes habían participado miembros de la Milicia Nacional, O'Donnell planteó en el seno del Gobierno su desarme y que la represión corriera a cargo del Ejército. A principios de julio de 1856, el ministro de la Gobernación, Patricio de la Escosura, viajó a Valladolid para juzgar sobre el terreno la situación de crisis social que allí se vivía y la actuación de las autoridades para reprimir el descontento. Cuando volvió a Madrid, el 9 de julio, informó al presidente Espartero de que los militares estaban recurriendo a medidas extremas en la represión, sometiendo a civiles a consejos de guerra y ejecutándolos de forma sumarísima al momento, por lo que le propuso que destituyera a O'Donnell que, como ministro de la Guerra, era el responsable último —si no el instigador—. Escosura también le advirtió a Espartero, sin que este le hiciera caso, de que O'Donnell y Serrano conspiraban contra él, y de que estaba convencido de que detrás de los motines de subsistencias de Castilla estaban los moderados.
Entonces, O'Donnell forzó la situación en el seno del Gobierno al enfrentarse con el ministro de la Gobernación, Patricio de la Escosura. El conflicto se le planteó a la reina, quien respaldó a O'Donnell y aceptó la dimisión de Escosura, así como la de Espartero; este había presentado la suya a continuación, al sentirse desautorizado por Isabel II, alegando problemas de salud. A continuación, la reina nombró nuevo presidente del Gobierno al general O'Donnell, que así logró su objetivo de acabar con el bienio progresista. Su nombramiento, publicado el 14 de julio de 1856, fue acompañado de la declaración del estado de guerra en toda España, en previsión de las revueltas de los progresistas y de los demócratas, y de la reacción del propio Baldomero Espartero. Además, el «golpe contrarrevolucionario» —como lo llama Josep Fontana— se había producido cuando las Cortes habían iniciado las vacaciones de verano desde el 1 de julio, habiendo dejado pendiente de la sanción real la nueva Constitución española de 1856, ya terminada.
La primera reacción se produjo el mismo día 14 de julio por la tarde, cuando un grupo 83 diputados (o de 91 según otras fuentes) de 350 totales se reunieron en el hemiciclo del Congreso de Diputados para votar de forma casi unánime la censura al nuevo Gobierno, propuesta por el diputado progresista y exministro de Hacienda, Pascual Madoz, porque significaba la introducción de «una política diametralmente opuesta» a lo que las Cortes habían manifestado hasta entonces. Al no conseguir ser recibidos por la reina, se encerraron en el Congreso donde pasaron la noche del 14 al 15 de julio. Entonces, O'Donnell ordenó bombardear el edificio, y un casco de granada entró en el salón de sesiones. Los milicianos que defendían los accesos al palacio de las Cortes fueron abandonando sus posiciones y, a las 11:30 de la mañana, los 43 diputados que habían resistido hasta el último momento —37 progresistas y 6 demócratas— abandonaron el edificio y se marcharon a sus casas.
En aquel momento, todos estaban pendientes de la actitud que tomara el general Espartero, de lo que dependía el éxito o el fracaso de la contrarrevolución orquestada por O'Donnell. Así lo vio también la milicia nacional de Madrid, que estaba dispuesta a resistir y a que fuera Espartero quien les dirigiera. Pero el general se negó a asumir la dirección del movimiento de oposición —justificándolo porque eso pondría en peligro a la propia monarquía de Isabel II— y, tras dar el grito «¡Viva la independencia nacional!», se retiró de la escena política —se «fugó», dijeron algunos de sus desencantados partidarios—. Esto facilitó la victoria del ejército, que tomó las calles de Madrid y recurrió incluso a la artillería para aplastar a la milicia. En la mañana de 16 de julio, la resistencia se había desvanecido, y el Gobierno decretaba la disolución del Ayuntamiento y de la Diputación provincial madrileña, y ordenaba a los milicianos nacionales la entrega de sus armas. (Fuentes, 2007, p. 193) Espartero, que había permanecido escondido en Madrid, se despidió de la reina el 3 de agosto y se marchó a su residencia de Logroño.
La resistencia más encarnizada la ofrecieron las clases populares de Barcelona al grito de «¡Viva Espartero!», desconociendo que este no iba a intervenir. El 18 de julio, una manifestación fue ametrallada por orden del capitán general Zapatero. Al día siguiente se levantaron barricadas y el domingo 20 de julio se combatió calle por calle; la ciudad fue bombardeada desde el castillo de Montjuïc. A la jornada siguiente, los soldados asaltaron las barricadas a la bayoneta, apoyados por la artillería, con lo que el día 22 se puso fin a la rebelión. El resultado final fueron 63 muertos del ejército y más de cuatrocientos de la población civil, sin contar las víctimas posteriores de unas «represalias salvajes». El cónsul francés en Barcelona dijo que los insurrectos en las barricadas habían dado gritos de «¡Muera la reina p..., los generales O'Donnell y Zapatero! ¡Guerra total y de exterminio a los ricos, los fabricantes y los propietarios!», mezclados con «Viva el general Espartero» y «Viva la república democrática y social». La magnitud de la represión desatada en Barcelona por el capitán general Zapatero motivó que el periódico El Centro Parlamentario pidiera poner fin a aquel baño de sangre «en nombre de lo más sagrado, en nombre de la religión y de la honra nacional», además de confirmar el lugar común de que «en ningún país civilizado se fusila tanto como en España». El 31 de julio se rendía en Zaragoza el último foco de resistencia al golpe contrarrevolucionario.
Una vez reprimidos todos los movimientos de resistencia y retirado Espartero de la escena, el Gobierno de O'Donnell decretó la supresión de la Milicia Nacional, destituyó ayuntamientos y diputaciones, y reprimió la prensa. El 2 de septiembre de 1856 declaraba cerradas definitivamente por real decreto las Cortes Constituyentes, cuando aún no se había proclamado la Constitución. Finalmente, por otro real decreto, se restablecía la Constitución de 1845 modificada con un Acta Adicional que liberalizaba su contenido. Fue el final del bienio progresista.